# Szaúdi riál
A riál Szaúd-Arábia hivatalos pénzneme.
A riál bankjegyeken a mindenkori szaúdi király arcképe található. 2016 óta Szalman szaúdi király arcképe szerepel.

## Bankjegyek

### 2007-es sorozat
| Névérték | Méret       | Szín        | Leírás                                                         | Leírás                                      | Dátumok   | Dátumok            | Dátumok     |
| Névérték | Méret       | Szín        | Előoldal                                                       | Hátoldal                                    | nyomtatás | kibocsátás         | visszavonás |
| -------- | ----------- | ----------- | -------------------------------------------------------------- | ------------------------------------------- | --------- | ------------------ | ----------- |
| 1 riál   | 133 x 63 mm | világoszöld | 7. századi aranydinár érme, Abdullah szaúdi király             | Szaúd-arábiai Monetáris Ügynökség székhelye | 2007      | 2007. december 31. | forgalomban |
| 5 riál   | 145 x 66 mm | ibolya      | Ras Tanorah olajfinomító, Abdullah szaúdi király               | Ras Tanorah tanker terminál                 | 2007      | 2007 július        | forgalomban |
| 10 riál  | 150 x 68 mm | barna       | Abdulaziz király palotája Almoraba-ban, Abdullah szaúdi király | Abdulaziz Történeti Központ                 | 2007      | 2007 július        | forgalomban |
| 50 riál  | 155 x 70 mm | sötétzöld   | a jeruzsálemi sziklamecset, Abdullah szaúdi király             | Al-Aksza-mecset és a sziklamecset           | 2007      | 2007. május 21.    | forgalomban |
| 100 riál | 160 x 72 mm | vörös       | Qiba mecset Medinában, Abdullah szaúdi király                  | Qiba mecset Medinában                       | 2007      | 2007. május 21.    | forgalomban |
| 500 riál | 166 x 74 mm | kék         | a Fekete kő Mekkában, Abdullah szaúdi király                   | Szent Mecset Mekkában                       | 2007      | 2007 szeptember    | forgalomban |

### 2016-os sorozat
2016-ban új bankjegysorozatot bocsátottak ki az új király arcképével.
| Névérték | Méret       | Szín      | Leírás                                                        | Leírás                            | Dátumok   | Dátumok            | Dátumok     |
| Névérték | Méret       | Szín      | Előoldal                                                      | Hátoldal                          | nyomtatás | kibocsátás         | visszavonás |
| -------- | ----------- | --------- | ------------------------------------------------------------- | --------------------------------- | --------- | ------------------ | ----------- |
| 5 riál   | 145 x 66 mm | ibolya    | Ras Tanorah olajfinomító, Szalman szaúdi király               | Ras Tanorah tanker terminál       | 2016      | 2016. december 26. | forgalomban |
| 10 riál  | 150 x 68 mm | barna     | Abdulaziz király palotája Almoraba-ban, Szalman szaúdi király | Abdulaziz Történeti Központ       | 2016      | 2016. december 26. | forgalomban |
| 50 riál  | 155 x 70 mm | sötétzöld | a jeruzsálemi sziklamecset, Szalman szaúdi király             | Al-Aksza-mecset és a sziklamecset | 2016      | 2016. december 26. | forgalomban |
| 100 riál | 160 x 72 mm | vörös     | Qiba mecset Medinában, Szalman szaúdi király                  | Qiba mecset Medinában             | 2016      | 2016. december 26. | forgalomban |
| 500 riál | 166 x 74 mm | kék       | a Fekete kő Mekkában, Abdul-Aziz szaúdi király                | Szent Mecset Mekkában             | 2016      | 2016. december 26. | forgalomban |

## Külső hivatkozások
- bankjegyek